# تحالف سورو
تحالف سورو (بالفرنسية: Alliance Suru)‏ كان تحالفا سياسيا في بنين.

## التاريخ
تأسس التحالف عام 1999، لخوض الانتخابات البرلمانية في ذلك العام، وتألف من الاتحاد للديمقراطية وإعادة الإعمار الوطني ومنتدى الديمقراطية والتنمية والأخلاق واتحاد الوطن والتقدم والمنتدى الوطني للمدنيين والصحوة المدنية. حصل على 1.5% من الأصوات، وفاز بمقعد واحد شغله قادو جيريجيسو.